# Record de l'Aliança fet al Sereníssim Jordi Augusto Rey de la Gran Bretanya
Record de l'Aliança fet al Sereníssim Jordi Augusto Rey de la Gran Bretanya és un missatge dels catalans adreçat al rei Jordi I d'Anglaterra, desafeccionat, però encara aliat segons el pacte de Gènova de 1705, on es recorda a Anglaterra l'aliança pactada «per la llibertat de Catalunya», demana que sigui reactualitzada i proposa com a alternativa la creació d'una «Republica Libera de Cathalunya». Aquest document, signat per «lo Principat de Catalunya i la Ciutat de Barcelona», duu la data del gener del 1736 l'«any 22 de nostra esclavitud».
Aquest document, així com el Via fora els adormits, mostra que vint anys després de l'entrada de Felip V a Barcelona el sentiment nacional encara era força viu.